# ESCP Business School
ESCP Business School je velika francoska poslovna šola, ustanovljena leta 1819.
Nahaja se v Parizu in se redno uvršča med najboljše evropske poslovne šole. Poleg tega ima sedeže — in lahko avtonomno ali pa preko partnerskih univerz podeli diplome — v Nemčiji, Veliki Britaniji, Španiji, Italiji in na Poljskem.